# TT1

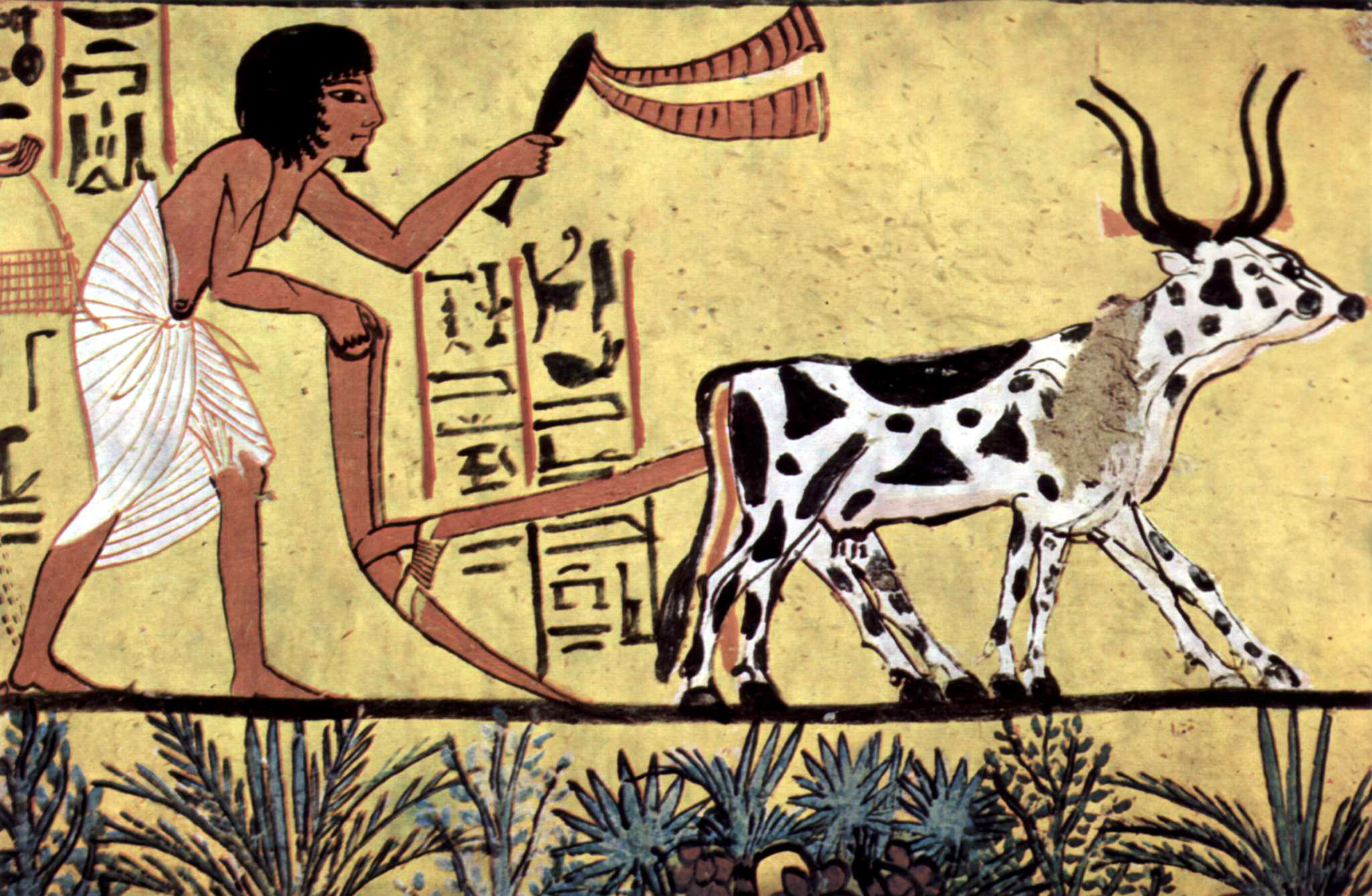
Malerei in der Grabkammer des Sennedjem

Als TT1 (Theban Tomb 1 – Thebanisches Grab 1) bezeichnet man das Familiengrab des Sennedjem auf dem Friedhof von Deir el-Medina. Das Grab wurde 1886 vom Beduinen Salam Abu Duhi unberaubt vorgefunden und kurz darauf von Eduard Toda i Güell und Gaston Maspero untersucht. Die Grabausstattung gelangte in diverse Museen in aller Welt. Der Großteil befindet sich im Ägyptischen Museum in Kairo.